# Canóvanas
Canóvanas è una città di Porto Rico situata nella parte nord-orientale dell'isola. L'area comunale confina a nord con Loíza, a est con Río Grande, a sud con Las Piedras e Juncos e a ovest con Carolina. Il comune, che fu fondato nel 1909, oggi conta una popolazione di oltre 40.000 abitanti ed è suddiviso in 8 circoscrizioni (barrios). Assieme ai comuni di Bayamón, Carolina, Guaynabo, Cataño, Caguas, Toa Alta, Toa Baja, San Juan e Trujillo Alto, forma la grande area metropolitana di Porto Rico che raggiunge i 2.000.000 di persone, circa la metà dell'intera popolazione dell'isola.

## Storia

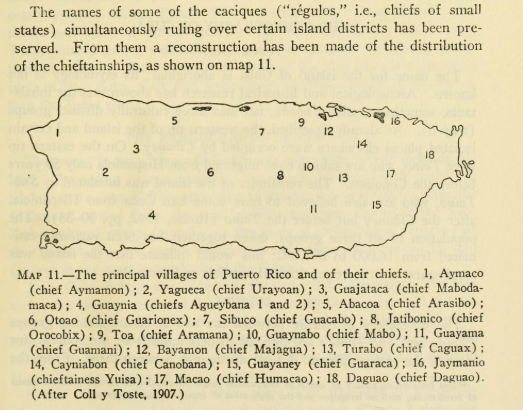
Mappa di inizio XX secolo pubblicata dal Bureau of American Ethnology dello Smithsonian Institution che mostra l'area di Cayniabon sotto il capo Canobana

La regione di quella che oggi è Canóvanas apparteneva alla regione taíno di Cayniabón, nome nativo del fiume Grande de Loiza, che si estendeva dalla regione centro-orientale di Porto Rico fino alla costa nord-orientale dell'isola. La regione era guidata dal cacique Canobaná, da cui deriva il nome attuale, nella metà meridionale, e dalla cacica Loaiza a nord (per lo più l'odierna Loíza). Durante la colonizzazione spagnola, la regione di Canóvanas fu concessa a Miguel Díaz, che trasformò lo yucayeque taíno in un ranch. Si dice che Canóbana, insieme a Loaiza, sostenessero il regime spagnolo e non si unirono alla ribellione taíno del 1511.